# Maison de Bourbon Busset
 (mai 2021).
Si vous disposez d'ouvrages ou d'articles de référence ou si vous connaissez des sites web de qualité traitant du thème abordé ici, merci de compléter l'article en donnant les références utiles à sa vérifiabilité et en les liant à la section « Notes et références ».
La maison capétienne de Bourbon Busset est une branche naturelle, donc non dynaste, de la maison de Bourbon, issue de Pierre de Bourbon (1464-1530), baron de Busset, dit « le Grand Bâtard de Liège », fils naturel du prince-évêque Louis de Bourbon (1438-1482).
Elle descend directement du roi Saint Louis par Robert de France, comte de Clermont (dont le frère aîné fut le roi Philippe III le Hardi). Les Bourbon Busset sont devenus la branche aînée en ligne agnatique par filiation naturelle ou adultérine des Bourbons en 1744 (date de l'extinction des Bourbons de Lavedan, marquis de Malause, issus d'un fils naturel du frère aîné du prince-évêque de Liège), puis la branche aînée des Capétiens en 1886 (date de l'extinction des Bourgogne, issus d'un fils naturel du duc Jean sans Peur, descendant direct du roi Jean II le Bon et donc du roi Philippe III le Hardi).

## Origines
De Robert de Clermont, descend à la 5e génération Charles Ier, duc de Bourbon, qui épousa Agnès de Bourgogne, fille de Jean Sans Peur, duc de Bourgogne.
Leur quatrième fils, Louis de Bourbon (1438-1482), prince-évêque de Liège par la protection de son oncle Charles le Téméraire — et dont Walter Scott a fait l'un des personnages historiques de son Quentin Durward en le surnommant « le Bon Évêque » —, eut d'une inconnue (supposément, pour certains auteurs, Catherine d'Egmont, duchesse de Gueldre) trois fils naturels dont l'aîné, Pierre de Bourbon, seigneur de L'Isle (1464-1530), dit « le Grand Bâtard de Liège », chambellan du roi Louis XII, épousa Marguerite de Tourzel d'Alègre, baronne de Busset (terre d'Auvergne dont elle était l'héritière), fondant ainsi la maison de Bourbon de Busset, dite Bourbon Busset, dont les Bourbon de Châlus sont issus.
- il n’existe aucune trace contemporaine du mariage de l’évêque de Liège
- il n’y a aucune trace de la dispense de parenté qu’aurait exigé une telle union
- il n’existe pas de trace de l’interdiction (ou annulation) du mariage qu’aurait formulée Louis XI
- les trois fils se sont eux-mêmes qualifiés de « bâtards » dans différents actes dont certains sont encore aujourd’hui conservés
- il n’existe aucune trace de l’arrêt de François Ier qui aurait reconnu les Bourbon Busset comme légitimes
- les descendants Busset n’ont pas été sollicités lors de la crise dynastique et religieuse de 1589-1594.

Ceux qui avancent que ce mariage aurait bien été célébré devant l’Église, s'appuient sur la haute origine de Catherine d'Egmont et l'existence de trois enfants. Ils indiquent que seule l'absence de consentement du roi l'avait finalement rendu caduc, à moins que ce ne soit la volonté du duc de Bourgogne d'imposer ce neveu qu'il chérissait au Siège princier de Liège, qui impliquait son ordination au moins à terme. La légitimation ultérieure des Bourbon Busset et leur accès au titre de Cousin du Roi accrédite cette thèse, ainsi que leur exclusion expresse − pourquoi aurait-elle été nécessaire s'ils avaient effectivement été bâtards − en contrepartie, de l'immense succession des ducs de Bourbonnais et d'Auvergne à la mort du Connétable, Charles III de Bourbon. On avance également qu'Henri de Navarre se serait assuré de la loyauté de son cousin César de Bourbon (1565-1630), comte de Busset, en lui rendant une visite secrète avant son accession au trône.

## Armes
Les Bourbon Busset portent à l'origine : d'argent au pal (signe de leur bâtardise) de Bourbon ancien au chef de Jérusalem. Ils élargissent ensuite le pal, jusqu'à l'effacer complètement à une époque où la bâtardise « commen[ce] (tout juste) à [être vue] d'un mauvais œil » et où d'autres branches bâtardes (comme les Bourbon Malause) issues de la maison de France usent du même procédé.

Busset : de Bourbon ancien au chef de Jérusalem

Le père Anselme donne aux Bourbon Busset cette version dont le pal est escamoté, avec sous le chef de Jérusalem, les armes anciennes de Bourbon : « semé de France, à la cotice de gueule en bande (qui est Bourbon ancien), au chef d’argent, chargé d’une croix potencée d’or, accompagnée de quatre croisettes de même, qui est Jérusalem ».

Busset : de Bourbon moderne au chef de Jérusalem

Pierre de Bourbon Busset devait briser de toute façon les armes de Bourbon, son père n'étant que le quatrième fils du duc de Bourbon. S'il n'existe pas dans l'absolu en droit français du blason de brisure propre aux bâtards, une tradition constante fait néanmoins du bâton et du bâton péri la brisure typique de la bâtardise[réf. nécessaire]. On notera qu'il est justement utilisé ici. Le chef de Jérusalem est une brisure, elle ne marque pas la bâtardise. Quant à la cotice en bande, elle symbolise non la bâtardise, mais les cadets de famille, ce qu'était la maison de Bourbon par rapport aux Capétiens directs et aux Valois.

Busset contemporain: de Bourbon moderne

Généralement le blason attribué aux Bourbon Busset est : de Bourbon au chef de Jérusalem, c’est-à-dire d'azur à trois fleurs de lys d'or (qui est de France moderne) au bâton péri en bande de gueules en abîme (qui est de Bourbon moderne), au chef d'argent à la croix potencée et contrepotencée d'or (qui est Jérusalem, brisure des Busset).

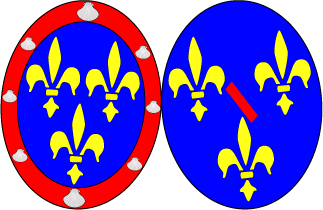
D'après faire part de mariage Bourbon-Parme - Bourbon Busset

À la mort du dernier prince de Condé en 1830, les Busset relèvent les armes de Bourbon moderne, portées jusque-là par les Condé. Les Busset sont désormais, avec le marquis et le comte de Bourbon-Conty (morts en 1833 et 1840), et avec la comtesse de Rully et sa sœur (mortes en 1874 et 1831), les seuls Bourbons survivants qui ne descendent pas d'Henri IV, le chef de Jérusalem ne s'impose plus, puisqu'il n'est plus nécessaire pour eux de briser les armes de Bourbon. Accédant au trône, Henri IV avait abandonné les armes Bourbon pour prendre celles de France, tout en gardant ses armes de Navarre.
Exemple de ces armes : le faire-part de mariage en 1927 de Xavier de Bourbon-Parme (1889-1977) avec Madeleine de Bourbon (Busset) (1898-1984) : deux écus en ovale de France avec pour l'un la bordure de gueules d'Anjou chargée de coquilles des Parme et pour Madeleine de Bourbon Busset le bâton péri simple des Bourbons.

## Devise
Espérance. La devise des Bourbon Busset est celle de Louis II, duc de Bourbon, cousin et beau-frère de Charles V, un des meilleurs capitaines et hommes politiques de son temps, célèbre pour son esprit chevaleresque.

## Titres
- baron de Puysagut (1529)
- comte de Busset (1578-1579)
- baron de Châlus (1631)
- baron de Vésigneux (1648)

### Rameau de Busset
- Devenu en 2001 le rameau aîné des Capétiens par filiation naturelle ou adultérine, non dynaste car illégitime, à l'extinction des Razout, issus du fils naturel d'un arrière-grand-oncle aîné de François-Louis-Antoine de Bourbon Busset, l'ancêtre du rameau de Busset.
- Selon le site internet[6] de l'Association du Château de Busset[7],[8],[9], « Claude de Bourbon Busset, gentilhomme ordinaire de la chambre du Roi, est élevé - par lettres de 1586 - au rang de comte »[10]. Cependant, Patrick Van Kerrebrouck[11] dans son livre La maison de Bourbon (2e  éd. : 2004, vol.  2, p.  792, note 1) écrit qu'« on n'a jamais trouvé trace de lettres patentes d'érection de la baronnie de Busset » [en comté].
- qualification de cousin du roi par lettres patentes du 8 août 1761
- honneurs de la Cour 1753, 1767, 1772.
- pair héréditaire en 1823,
- baron-pair héréditaire sur institution de majorat par lettres patentes du 23 avril 1824

### Rameau de Châlus
- un rameau cadet garde ce titre et prend le nom de Bourbon de Chalus (/1849)

### Rameau de Busset, comtes de Lignières
- vicomte de Busset par courtoisie
- comte de Lignières

## Propriétés
- Château de Busset est un château du Bourbonnais,
- Château de Châlus-Chabrol et Château de Châlus Maulmont, hérités de Louise Borgia, sont d'anciennes forteresses du Haut-Limousin.

Ces deux propriétés sont sorties de la famille, ainsi que Lignières, passé par mariage aux Bourbon-Parme.
Aujourd'hui les propriétés familiales sont:
- le château du Saussay à Ballancourt-sur-Essonne en Essonne, hérité des Colbert-Chabanais.
- le Château de Vésigneux à Saint-Martin-du-Puy dans la Nièvre, pour la branche de Bourbon-Châlus.

## Chefs de famille
En 2021, l'aîné de la maison de Bourbon Busset est :
- Charles de Bourbon, comte de Busset (né en 1945), ingénieur civil des Mines de Paris ancien maire de Ballancourt-sur-Essonne. Il est le fils de l'écrivain et académicien Jacques de Bourbon Busset.

Pour le rameau de Châlus :
- Louis de Bourbon de Chalus[12], comte de Châlus (né en 1981).

## Personnalités
- Pierre de Bourbon Busset (1464-1530), conseiller et chambellan du roi Louis XII.
- Jacques de Bourbon (1466-1537), historien et théologien, membre de l'ordre de Saint-Jean de Jérusalem et grand prieur de France[13]
- Philippe de Bourbon Busset (1499 – 1557), militaire et gouverneur du Limousin, époux de Louise Borgia.
- Claude de Bourbon Busset (1531-1588), militaire et gouverneur du Limousin.
- César de Bourbon Busset (1565-1630), fils du précédent, comte de Busset, baron de Chalus, de Puysagut, de St Priest, de Saint Martin du Puy et de Vésigneux.
- Charles de Bourbon Busset (1590-1632), fils du précédent, baron de Vézigneux.

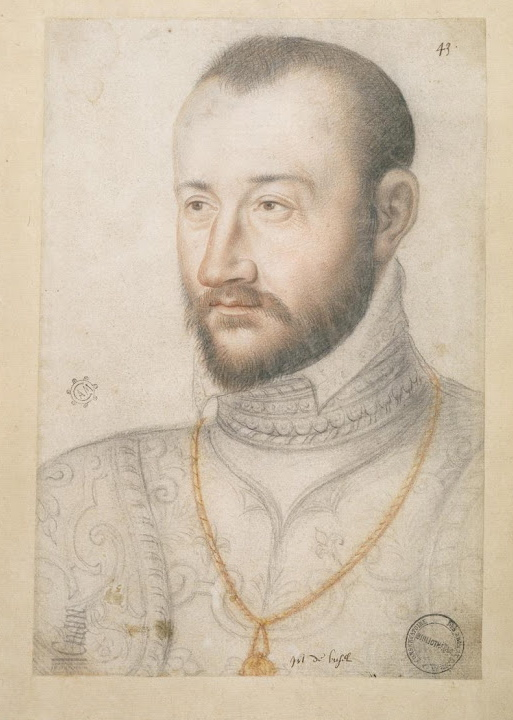
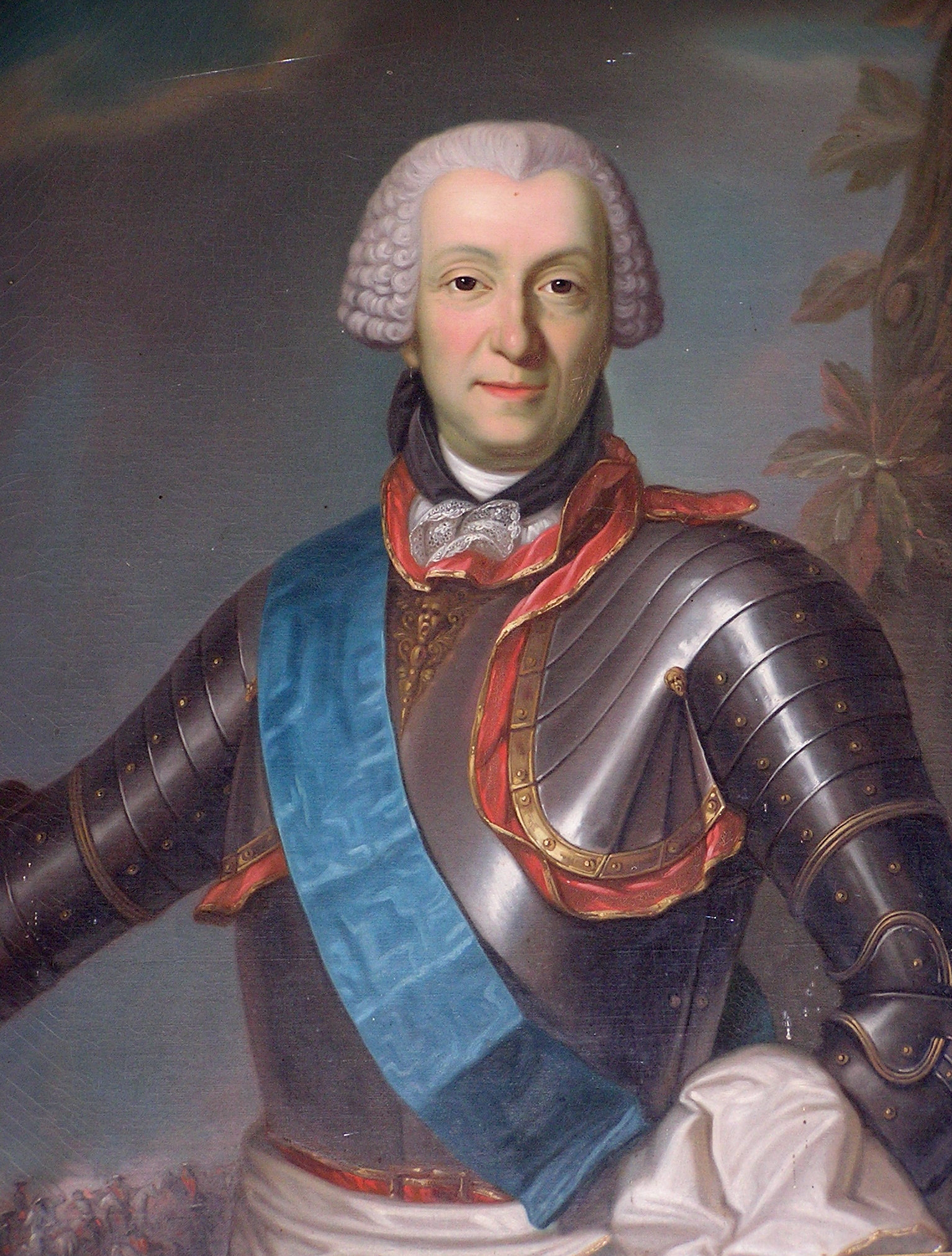
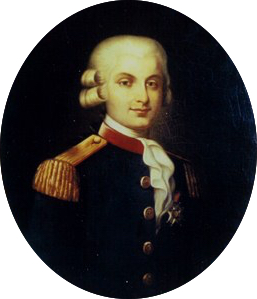
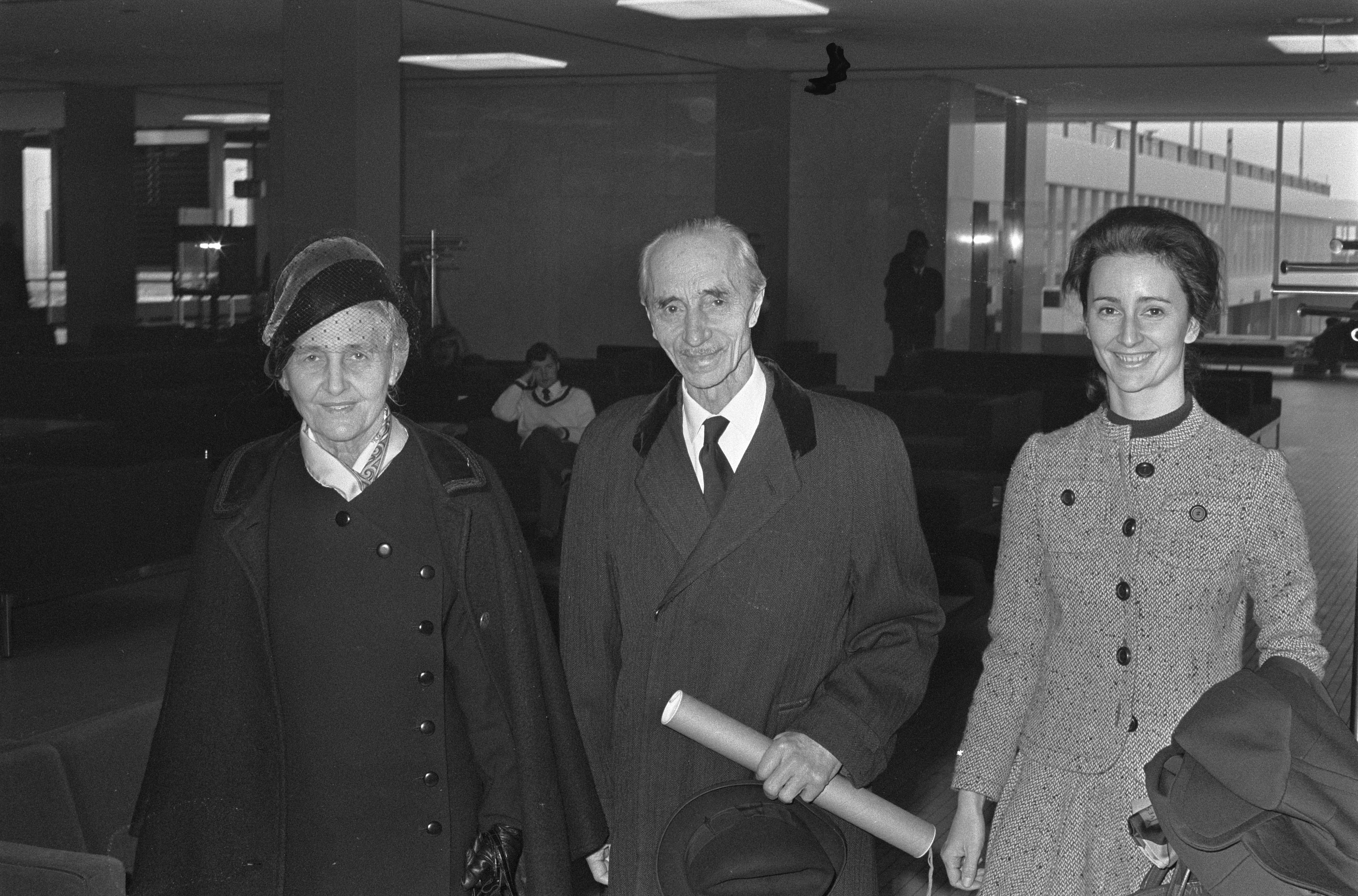
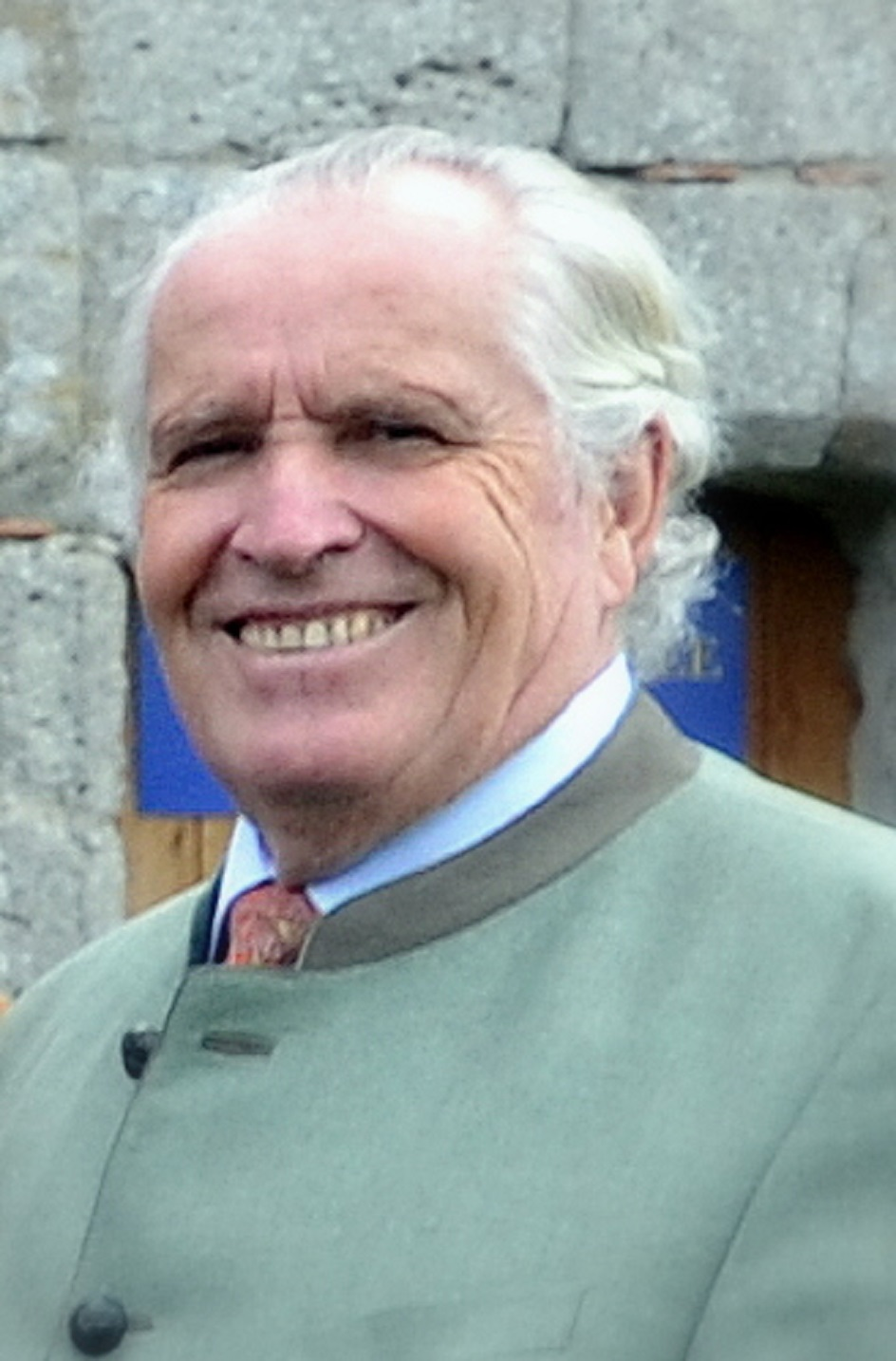

- Louis de Bourbon Busset (1648-1677), lieutenant général de l'artillerie de France.
- François-Louis-Antoine de Bourbon Busset (1722-1793), lieutenant général des armées du Roi.
- Louis-François-Joseph de Bourbon Busset (1749-1829), fils du précédent, lieutenant général.
- François-Louis-Joseph de Bourbon Busset (1782-1856), fils du précédent, lieutenant général, pair de France.
- Louis de Bourbon Busset (1875-1954), militaire et tireur sportif.
- Madeleine de Bourbon Busset (1898-1984), duchesse de Parme, épouse du prince François-Xavier de Bourbon-Parme, prétendant carliste au trône d’Espagne.
- Jacques de Bourbon Busset (1912-2001), fils de François-Louis-Joseph-Marie, diplomate, écrivain et académicien.
- Charles de Bourbon Busset (1945), fils du précédent, ingénieur civil des mines, maire de Ballancourt-sur-Essonne.

## Principales alliances
Borgia 1530, d'Albret 1535, La Rochefoucauld 1564, Chabannes 1598 et 1857, Motier de La Fayette 1613 et 1621, Saulx-Tavannes 1672, Clermont-Tonnerre 1743, Sarret de Gaujac 1789, Gontaut-Biron 1818, Polignac 1875, Colbert 1911, d'Albon 1919, Bourbon-Parme 1927, Mortemart 1944, de Tourzel d'Alègre, de Gouvello, Bourgeois de Boynes, de Kerret, Balfour, Ballande, Faguer, etc.
Louise Borgia, dite Louise de Valentinois (1500-1553), fille de César Borgia et de Charlotte d'Albret, dame de Châlus, épouse le 3 février 1530 Philippe de Bourbon (1499—1557), baron de Busset.

## Succession au trône de France
Les Busset n'y ont jamais prétendu, ni à la mort d'Henri III, dernier des Valois, ni à celle d'Henri IV ; en effet, comme les autres branches illégitimes de la maison Capétienne (les Lancastre, les Portugal et Castro – et leur rameau cadet Bragance des ducs de Lafões (en), qui porte le nom de Bragance par un mariage en 1853 avec une descendante du roi Pierre II –, les Bragance, les Cadaval et les Sousa Coutinho, pour ne parler que des survivantes), les différentes branches des Bourbon Busset ne sont pas successibles au trône de France selon les lois fondamentales du royaume de France.

## Famille de Razout
Cette branche est issue d'un fils illégitime de Charles de Bourbon (1590-1632), titré baron de Vézigneux et fils cadet de César de Bourbon, « comte de Busset ». Né de Marguerite Magdelénat, fille de l'intendant des comtes de Busset à Vézigneux (commune de Saint-Martin-du-Puy), et de Toussine Leclerc, issue d'une famille parlementaire de Paris dont une branche s'établit dans la région d'Auxerre, et sœur de Gabriel Magdelénat, poète latinisant et secrétaire du cardinal Mazarin. Leur fils, baptisé Louis de Bourbon en 1628, à Chitry-les-Mines, reçut ensuite le nom Louis de Razout, une petite terre nivernaise (commune de Brassy) appartenant aux Bourbon Busset. Ce rameau bâtard est resté en Nivernais où ses membres ont exercé des fonctions civiles ou militaires modestes. La bâtardise ne fait guère de doute, confirmée par le déclin social. Un certain mystère plane néanmoins sur l'union de Charles de Bourbon avec cette « Belle Marguerite », qui n'était pas une petite campagnarde, mais bien la descendante du côté Leclerc tout au moins, d'une famille très établie, et semble avoir marqué son temps par sa beauté et son intelligence. Le baptême de leur fils, célébré par un prêtre connu des environs, a d'ailleurs laissé une trace tout à fait officielle. Il est cependant probable que cette alliance entre un Bourbon et une fille de la bourgeoisie rurale alliée à la petite noblesse parlementaire, ajoutée à l'origine illégitime des Bourbon Busset eux-mêmes, recélait trop d'enjeux pour être prise en considération. 

Signature autographe de Jeanne de Razout

 Un second enfant naquit à Saint-Martin-du-Puy (Nièvre) de cette union. Il s'agit de Jeanne de Bourbon Busset (1630-1683) qui se faisait appeler Jeanne de Razout et qui épousa en 1648 Jean-Louis Nauret (ou Navret, 1627-1710), notaire, procureur fiscal et juge administrateur du seigneur de Soussey (département de la Côte-d'Or).
Il n'en demeure pas moins que Charles de Bourbon, baron de Vézigneux, mourut peu après son mariage — reconnu cette fois — avec Marguerite de La Baume de Suze, dont il n'eut donc pas d'enfant.
L'un des membres de la famille de Razout, Louis-Nicolas de Razout, est néanmoins devenu général et comte d'Empire. Georges-Émile de Razout (né en 1918, décédé le 1er septembre 2001 à Montereau-Fault-Yonne) fut le dernier des Razout.
- seigneur de Razout
- seigneur des Roches
- seigneur de Prégas
- baron puis comte d'Empire.